# نیول
شهر نیول (به فرانسوی: Nivelles) در شهرستان نیول در استان اوئلون بربان در منطقه فدرال والوون در کشور بلژیک واقع شده‌است.